# Diana Beate Hellmann
Diana Beate „Bea“ Hellmann (geb. 25. September 1957 in Essen; gest. am 1. März 2019 in Los Angeles) war eine deutsche, in Los Angeles lebende Autorin. Sie war auch als Übersetzerin tätig, unter anderem von Joseph Wambaughs Roman Die Chorknaben. In Deutschland wurde sie bekannt durch ihren 1989 erschienenen Roman Zwei Frauen, der einen Teil ihrer eigenen Lebensgeschichte erzählt und auch verfilmt wurde.
1994 folgte der Roman Laras Geschichte, 1998 Das Kind, das ich nie hatte. In ihrer Autobiografie Ich fang noch mal zu leben an (2000) berichtet Diana Beate Hellmann offen über ihre jahrelange Alkoholabhängigkeit und ihre Entziehungskur im berühmten Betty Ford Center.
2001 erschien das ergänzende Sachbuch Leben ohne Alkohol.
Im Juni 2007 erschien das Buch Aus Liebe zu ihm mit vielen wissenschaftsjournalistischen Passagen  vor allem über den Prostatakrebs mit schlechter Prognose, von dem ihr Mann betroffen war. Etwas über ein Jahr später folgte die Fortsetzung.